# جرها

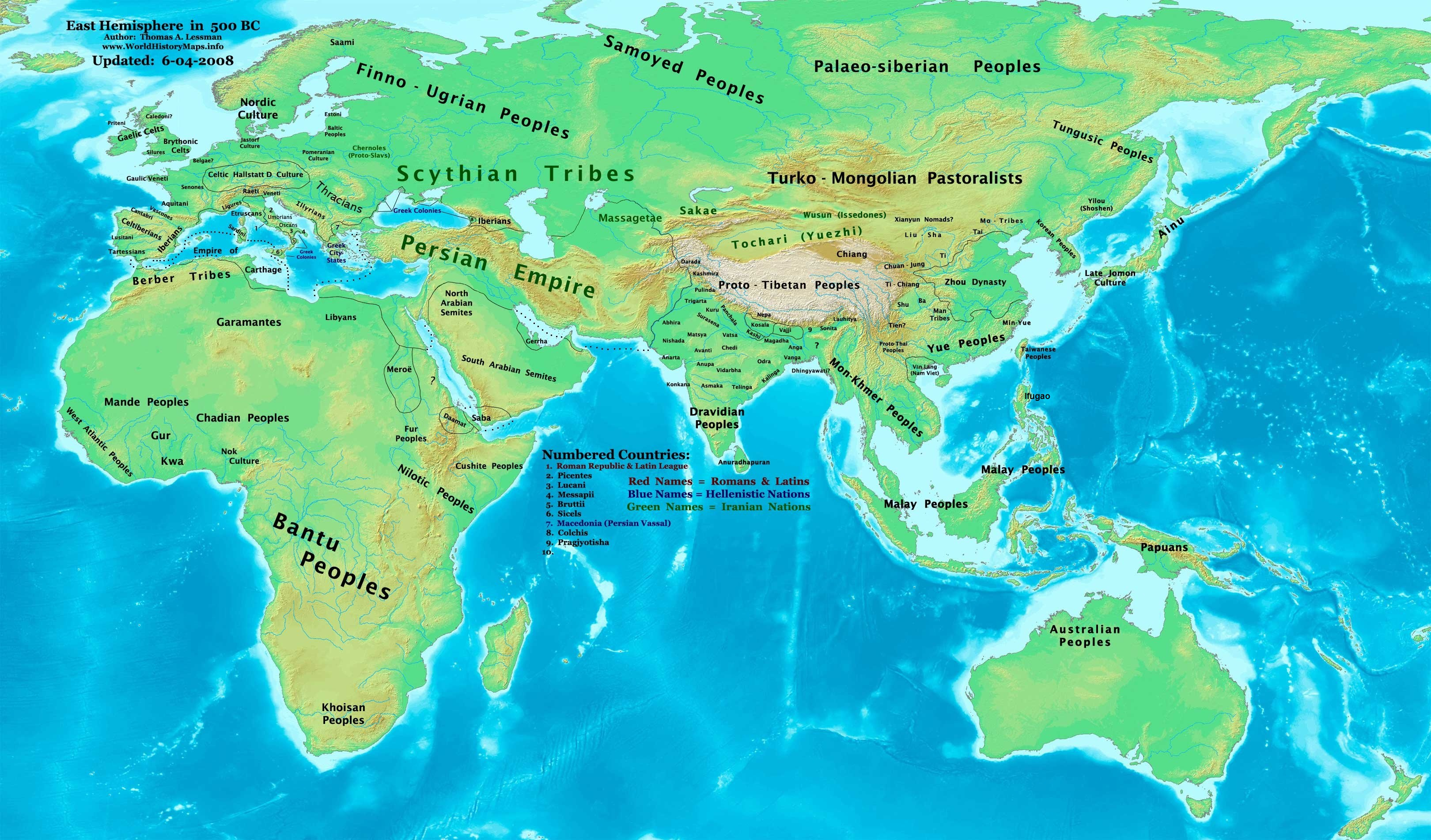
نیمکرهٔ شرقی در ۵۰۰ پیش از میلاد مسیح

جِرهاء نام شهری باستانی بوده‌است در عربستان کرانهٔ باختری خلیج فارس. این شهر باستانی در نزدیکی یا زیر استحکامات کنونی عقیر بوده‌است. این استحکامات در پنجاه مایلی شمال خاوری الاحسا در استان خاوری عربستان سعودی کنونی قراردارد.
پیش از پدیدآمدن جرها این منطقه شاهد تمدن دیلمون بوده‌است که در ۷۰۹ (پیش از میلاد) به دست آشور گشوده‌شد. از حدود ۶۵۰ (پیش از میلاد) تا ۳۰۰ (میلادی) یک پادشاهی عرب بر جرها فرمان می‌رانده‌است. آنتیوخوس سوم بر جرها تاخته‌است ولی می‌نماید پس از این تازش هنوز جرها برجا بوده. به درستی دانسته نیست که در چه زمانی جرها سقوط کرده‌است ولی از پس از ۳۰۰ (میلادی) این منطقه بخشی از مرزهای ساسانیان بوده‌است.
استرابون از جرها یاد می‌کند و می‌گویند که تبعیدیان کلده -که بابلیان ایشان را رانده‌بودند در اینجا ساکن‌شده‌اند. استرابون و پلینی کهتر هر دو از بهره‌گیری از سنگ نمک در ساخت و ساز در جرها سخن می‌گویند.